# Vincent Weijand
Vincent Weijand, die publiceerde onder de naam Vincent Weyand (Bergen (NH), 31 oktober 1921 – Buchenwald, 21 februari 1945) was een Nederlandse dichter en vertaler.

## Biografie
Vincent Weijand werd geboren aan de Meerwijklaan in Bergen, als zoon van de kunstschilder Jaap Weyand en de joodse Betsy Polak. Hij volgde onderwijs aan het Murmellius Gymnasium in Alkmaar. Hij verkreeg zijn diploma gymnasium-alfa in 1943.
Op 18-jarige leeftijd ontmoette hij de Duitse dichter Wolfgang Frommel, die vanwege het opkomende nazi-regime naar Nederland was gevlucht. Frommel was een volgeling van de Duitse dichter Stefan George. Vanaf deze ontmoeting ontwikkelde Weijand zich als dichter en vertaler, waarbij hij zich voornamelijk toelegde op het werk van Stefan George. 
Na zijn eindexamen woonde Weijand enige tijd in Amsterdam, maar vanwege het gevaar om opgepakt te worden voor de Arbeitseinsatz, vluchtte hij begin april 1944 naar villa De Esch in Eerde bij Ommen. Hier wijdde hij zich in relatieve rust aan zijn literaire werk, totdat hij in juli 1944 werd verraden en gearresteerd. Hij werd gevangengezet in kamp Erika in Ommen, waar hij werd beschuldigd van het zich onttrekken aan de Arbeitseinsatz, en mogelijk ook van homoseksualiteit.
Na zijn detentie in kamp Erika werd Weijand overgebracht naar de Koepelgevangenis in Arnhem. Enkele weken later volgde zijn overplaatsing naar kamp Amersfoort. Hier werd ontdekt dat hij een Joodse moeder had, wat leidde tot zijn deportatie naar doorgangskamp Westerbork. Vanuit Westerbork werd hij naar concentratiekamp Bergen-Belsen getransporteerd.
In december 1944 werd Weijand op transport gezet naar concentratiekamp Buchenwald. Op 21 februari 1945, op 23-jarige leeftijd, overleed hij in Buchenwald aan de gevolgen van vlektyfus. Na de bevrijding van Buchenwald op 11 april 1945 vond zijn voormalige rector Hemelrijk, die was gevraagd om te helpen met het uitzoeken van de kaartenbakken van het kamp, de naam van zijn oud-leerling in het kamparchief.

## Eerbetoon

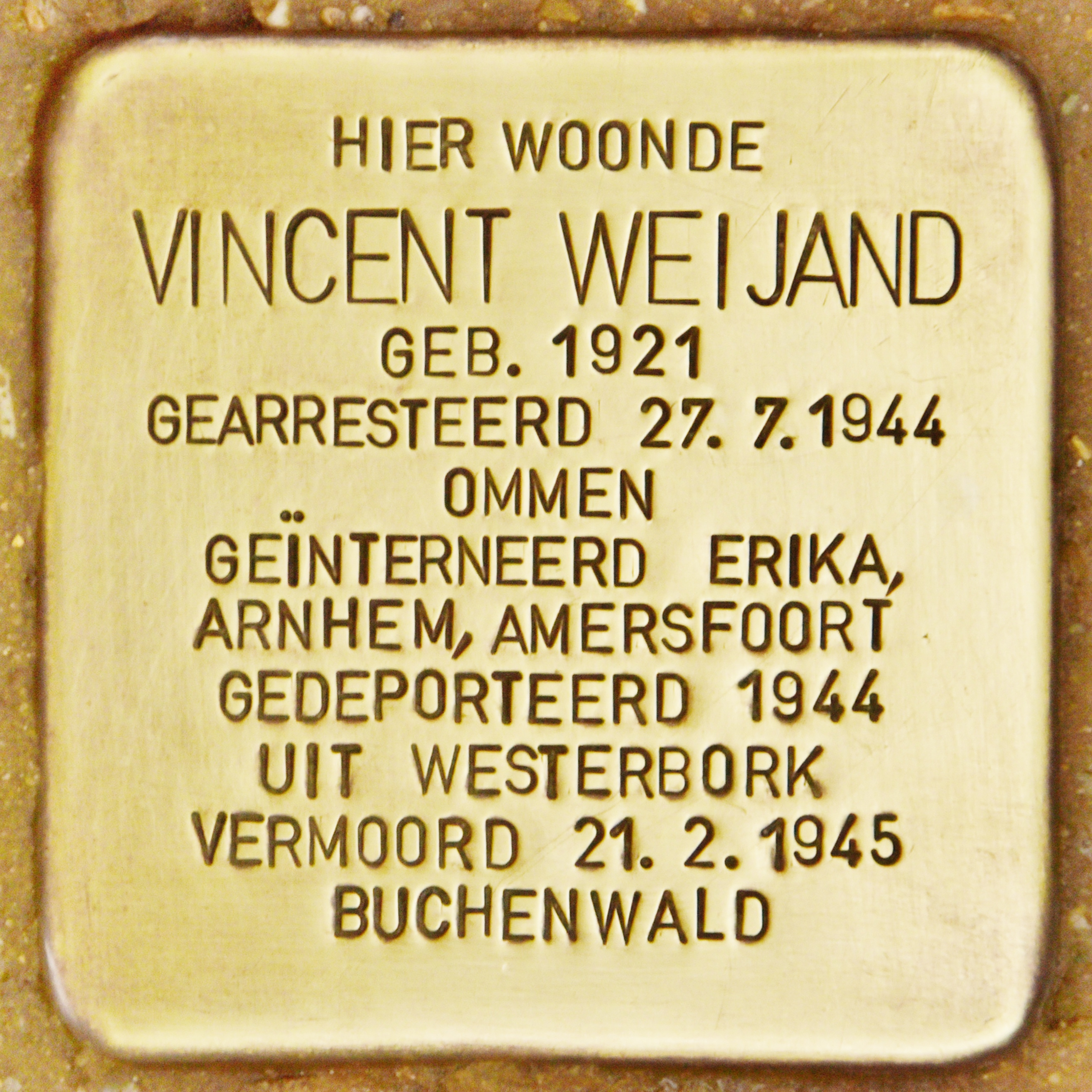
Stolperstein voor VIncent Weijand

- Voor Landweg 2 (voorheen: Kerkedijk 3) in Bergen, het adres waar de familie Weijand tot 1943 woonde,[13] ligt een stolperstein ter nagedachtenis aan Vincent Weijand.[14]
- Zijn naam staat sinds december 2019 vermeld op het Monument Joodse Slachtoffers op de Algemene Begraafplaats Bergen.[14][15]
- Stichting Mediaridders wijdde de voorstelling 'Vincent' aan hem.[16]

- Gemeinsame Normdatei: 134245598
- International Standard Name Identifier: 0000 0000 3808 6912
- Library of Congress Control Number: nb2005015594
- Nederlandse Thesaurus van Auteursnamen: 068129912
- Virtual International Authority File: 33211000